# Хана Хилтън
Хана Хилтън (на английски: Hanna Hilton) е артистичен псевдоним на американската порнографска актриса Ерика Хънтър (Erica Hunter), родена на 31 октомври 1984 г. в град Бруквил, щата Индиана, САЩ.

## Награди
- 2006: Пентхаус любимец за месец декември.[3]
- Twistys момиче на месеца – ноември 2006 г.[4]